# Lo que puede un sastre!
Ce que peut un tailleur !
L'eau-forte Lo que puede un sastre! (en français Ce que peut un tailleur !) est une gravure de la série Los caprichos du peintre espagnol Francisco de Goya. Elle porte le numéro 52 dans la série des 80 gravures. Elle a été publiée en 1799.

## Interprétations de la gravure
Il existe divers manuscrits contemporains qui expliquent les planches des Caprichos. Celui qui se trouve au Musée du Prado est considéré comme un autographe de Goya, mais semble plutôt chercher à dissimuler et à trouver un sens moralisateur qui masque le sens plus risqué pour l'auteur. Deux autres, celui qui appartient à Ayala et celui qui se trouve à la Bibliothèque nationale, soulignent la signification plus décapante des planches.
- Explication de cette gravure dans le manuscrit du Musée du Prado :
¡Cuantas veces un bicho ridículo se transforma de repente en un fantasmón que no es nada y aparenta mucho!. Tanto puede la habilidad de un sastre y la bobería de quien juzga las cosas por lo que parecen.
(Combien de fois un truc ridicule se transforme soudain en un fantôme qui n'est rien et qui apparaît beaucoup ! L'habileté d'un tailleur peut tant et la bêtise de celui qui juge les choses d'après leur apparence)[3].

- Manuscrit de Ayala :
La superstition hace adorar un tronco vestido al público ignorante.
(La superstition fait adorer un tronc habillé au public ignorant)[3].

- Manuscrit de la Bibliothèque nationale :
La superstición general hace que todo un pueblo se prosterne y adore con temor a un tronco cualquiera, vestido de santo.
(La superstition générale fait que tout un peuple se prosterne et adore avec peur un quelconque tronc, habillé en saint)[3].

Goya dénonce ici la superstition qui pousse les crédules à se prosterner devant n'importe quoi.

## Technique de la gravure

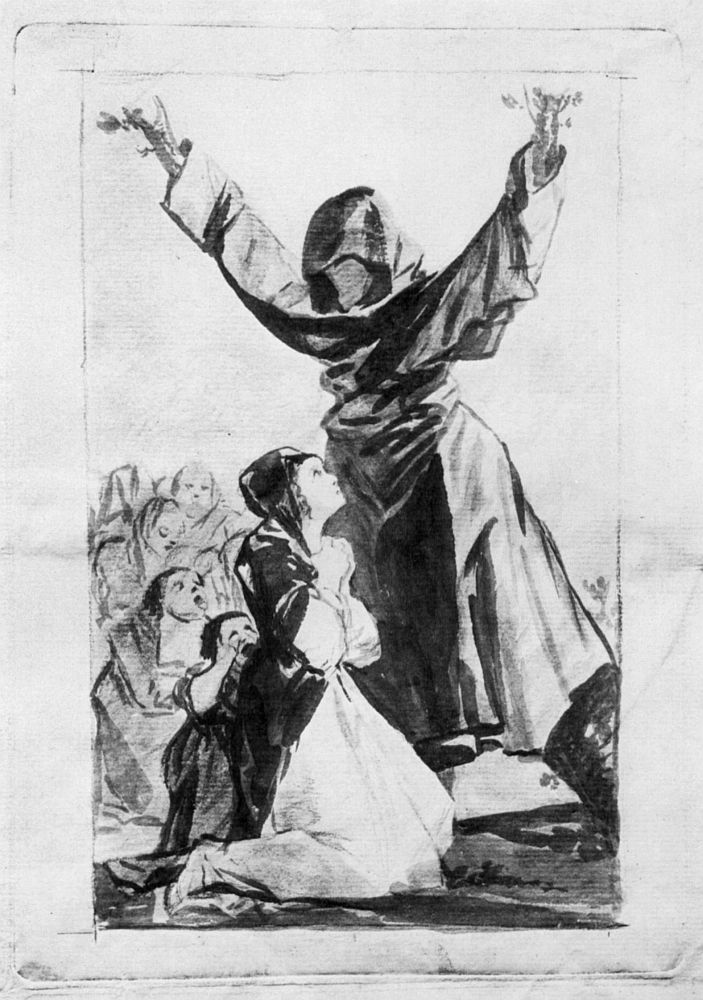
Dessin préparatoire.

L'estampe mesure 214 × 150 mm sur une feuille de papier de 306 × 201 mm. 
Goya a utilisé l'eau-forte, l'aquatinte brunie, la pointe sèche et le burin. Dans l'angle supérieur droit : « 52. ».
Le dessin préparatoire est à la sanguine et lavis d'encre rouge. Le dessin préparatoire mesure 238 × 164 mm.

## Catalogue
- Numéro de catalogue G02140 de l'estampe au Musée du Prado.
- Numéro de catalogue D03952 du dessin préparatoire au Musée du Prado.
- Numéro de catalogue 51-1-10-52 de l'estampe au Musée Goya de Castres.
- Numéros de catalogue ark:/12148/btv1b84518312 et ark:/12148/btv1b8451832g de l'estampe chez Gallica.